# Adorant

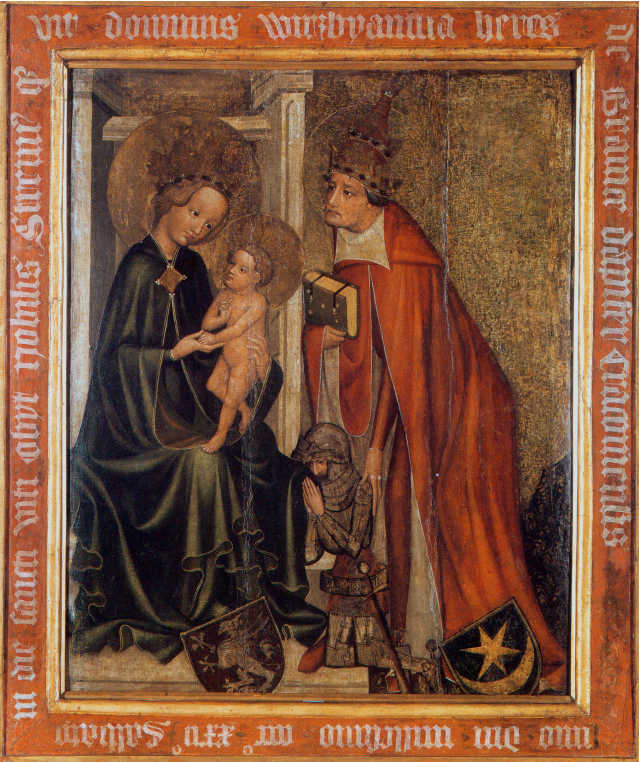
Epitafium Wierzbięty z Branic. Jako adorant przedstawiony został Wierzbięta, klęczący między Maryją a św. Grzegorzem

Adorant – w malarstwie lub rzeźbie sakralnej postać klęcząca u stóp postaci Jezusa Chrystusa lub Marii, składająca ręce w geście uwielbienia, czyli adoracji.
Najczęściej w tej postaci można się dopatrzeć fundatora dzieła. W ikonografii chrześcijańskiej element ten pojawia się w okresie sztuki bizantyjskiej.